# Kaleido - New Session
Kaleido - New Session è il secondo album del gruppo brasiliano Kaleidoscópio. L'album è stato pubblicato nel 2007 in esclusiva per il mercato giapponese e contiene alcune collaborazioni con altri artisti.

## Tracce
1. O que faz vibrar
2. Só com você (feat. Cargo)
3. Luz do sol (feat. i-dep)
4. Vamos jogar pra ganhar
5. Parei pra te ver
6. Dignidade (feat. Cargo)
7. Nao me deixe só
8. País brasileiro
9. Caleidoscópio da paixão
10. Mundo virado
11. Um pouco de paz
12. Não vai – i-dep
13. Luz do sol (feat. i-dep) (club edit)
14. Só com você (feat. Cargo) (club edit)